# Sign of the Times: The Best of Queensrÿche
Sign of the Times — сборник американской прогрессив-метал-группы Queensrÿche. Содержит подборку из наиболее известных композиций, поступил в продажу 28 августа 2007 года. Также было выпущено коллекционное издание, содержащее дополнительный диск с редкими материалами.

## Список композиций
| №                   | Название                                                          | Автор(ы)                          | Длительность |
| ------------------- | ----------------------------------------------------------------- | --------------------------------- | ------------ |
| 1.                  | «Queen of the Reich» (из Queensrÿche, 1983)                       | Крис ДеГармо                      | 4:20         |
| 2.                  | «Warning» (изThe Warning, 1984)                                   | Джефф Тейт, Майкл Уилтон          | 4:43         |
| 3.                  | «Walk in the Shadows» (из Rage for Order, 1986)                   | ДеГармо, Тейт, Уилтон             | 3:33         |
| 4.                  | «Take Hold of the Flame» (из The Warning, 1984)                   | ДеГармо, Тейт                     | 4:53         |
| 5.                  | «The Lady Wore Black» (из Queensrÿche, 1983)                      | ДеГармо, Тейт                     | 6:13         |
| 6.                  | «I Don’t Believe in Love» (из Operation: Mindcrime, 1988)         | ДеГармо, Тейт                     | 4:22         |
| 7.                  | «Eyes of a Stranger» (из Operation: Mindcrime, 1988)              | ДеГармо, Тейт                     | 6:35         |
| 8.                  | «Silent Lucidity» (из Empire, 1990)                               | ДеГармо                           | 5:44         |
| 9.                  | «Bridge» (из Promised Land, 1994)                                 | ДеГармо                           | 3:28         |
| 10.                 | «Jet City Woman» (из Empire, 1990)                                | ДеГармо, Тейт                     | 5:21         |
| 11.                 | «Another Rainy Night (Without You)» (из Empire, 1990)             | ДеГармо, Эдди Джексон, Тейт       | 4:27         |
| 12.                 | «Sign of the Times» (из Hear in the Now Frontier, 1997)           | ДеГармо                           | 3:31         |
| 13.                 | «I Am I» (из Promised Land, 1994)                                 | ДеГармо, Тейт                     | 3:57         |
| 14.                 | «Real World» (из саундтрека к фильму «Последний киногерой», 1993) | Майкл Кэймен, Queensrÿche         | 4:20         |
| 15.                 | «Some People Fly» (из Hear in the Now Frontier, 1997)             | ДеГармо, Тейт                     | 5:15         |
| 16.                 | «Until There Was You» (из переиздания 2006 года Q2K, 1999)        | Queensrÿche                       | 4:01         |
| 17.                 | «All the Promises» (из Operation: Mindcrime II, 2006)             | Джейсон Слейтер, Майк Стоун, Тейт | 5:08         |
| Общая длительность: | Общая длительность:                                               | Общая длительность:               | 79:51        |

| №                   | Название | Автор(ы)                 | Длительность |
| ------------------- | --- | ------------------------ | ------------ |
| 1.                  | «Take Hold of the Flame» (исходная демоверсия Myth, ранее не издававшийся трек)                                                      | ДеГармо, Тейт            | 5:08         |
| 2.                  | «Walk in the Shadows» (исходная демоверсия Myth, ранее не издававшийся трек)                                                         | ДеГармо, Тейт, Уилтон    | 3:15         |
| 3.                  | «Before the Storm» (исходная демоверсия Myth, ранее не издававшийся трек)                                                            | Тейт, Уилтон             | 2:54         |
| 4.                  | «Waiting for the Kill» (демозапись для The Warning, ранее не издававшийся трек)                                                      | ДеГармо                  | 4:41         |
| 5.                  | «No Sanctuary» (демозапись для The Warning, ранее не издававшийся трек)                                                              | ДеГармо, Тейт            | 6:23         |
| 6.                  | «Prophecy» (демозапись для The Warning, ранее не издававшийся трек)                                                                  | ДеГармо                  | 3:52         |
| 7.                  | «I Dream in Infrared» (1991 acoustic remix; бонус-трек из переиздания 2003 года альбома Rage for Order, 1986)                        | Тейт, Уилтон             | 3:59         |
| 8.                  | «Dirty Li’l Secret» (бонус-трек из переиздания 2003 года альбома Empire, 1991)                                                       | ДеГармо, Тейт            | 4:07         |
| 9.                  | «Last Time in Paris» (из саундтрека к фильму «Приключения Форда Фэрлейна»; бонус-трек из переиздания 2003 года альбома Empire, 1991) | ДеГармо, Тейт            | 3:56         |
| 10.                 | «Scarborough Fair» (бонус-трек из переиздания 2003 года альбома Empire, 1991)                                                        | народная песня           | 3:49         |
| 11.                 | «Della Brown» (запись с концерта MTV Unplugged в Нью-Йорке, 27 апреля 1992; ранее не издававшийся трек)                              | ДеГармо, Рокенфилд, Тейт | 6:01         |
| 12.                 | «Someone Else?» (full band version; бонус-трек из переиздания 2003 года альбома Promised Land, 1994)                                 | ДеГармо, Тейт            | 7:12         |
| 13.                 | «Silent Lucidity» (запись с концерта The Astoria Theatre, Лондон, Великобритания, 20 октября 1994; из CD-сингла «Bridge»)            | ДеГармо                  | 5:48         |
| 14.                 | «Chasing Blue Sky» (бонус-трек из переиздания 2003 года альбома Hear in the Now Frontier, 1997)                                      | Рокенфилд, Тейт          | 3:39         |
| 15.                 | «Justified» (новый трек) | ДеГармо                  | 4:02         |
| Общая длительность: | Общая длительность: | Общая длительность:      | 68:46        |

## Участники записи
Список составлен по буклету американского двухдискового издания 2007 года.
Музыканты Queensrÿche:
- Джефф Тейт — вокал
- Крис ДеГармо[англ.] — гитара, бэк-вокал (все песни кроме «Until There Was You» и «All the Promises», а также версий Myth)
- Майкл Уилтон[англ.] — гитара, бэк-вокал
- Майк Стоун[англ.] — гитара в «All the Promises»
- Келли Грэй[англ.] — гитара в «Until There Was You»
- Эдди Джексон[англ.] — бас-гитара, бэк-вокал
- Скотт Рокенфилд[англ.] — ударные, бэк-вокал

| Приглашённые музыканты: - Памела Мур — вокал в «All the Promises» - Майкл Кэймен — оркестровки в «Silent Lucidity» и «Real World» Музыканты Myth: - Джефф Тейт — вокал - Келли Грэй — гитара - Рэнди Гейн — клавишные - Ричард Гибсон — бас-гитара - Джимми Парсонс — ударные | Технический персонал: - Дэвид К. Теддс — продюсер-составитель - Майк Рагонья — продюсер-составитель - Эврен Гёкнар — инженер мастеринга - Джоуи Чавес — менеджер проекта - Сэм Нельсон — менеджер проекта - Сьюзан Лавуа — арт-директор - Хью Сайм — арт-директор, художественное оформление, дизайн - Пол Гаргано — автор текста для буклета |